# Adult Swim (Brasil)
Adult Swim (estilizado como [adult swim], também abreviado como [as]) é um canal de televisão por assinatura destinado para o público adulto. O canal é uma variante do bloco de programação original de propriedade da Warner Bros. Discovery e operado pela subsidiária Warner Bros. Discovery Americas.
Adult Swim é um canal focado em séries, animes, filmes, curtas-metragens e programação sem censura. Adult Swim exibe séries de animação adulta, sitcoms animados e live-action originais e sindicados, séries animadas da DC Comics, anime através do bloco de programação Toonami e conteúdo sobre jogos eletrônicos e cultura geek da Warner Play. De modo habitual, Adult Swim também exibe animações originais clássicas de seu canal irmão Cartoon Network.
Inicialmente, tal como aconteceu na versão americana, o Adult Swim foi lançado como um bloco de programação orientado para adultos dentro do Cartoon Network entre 2005 e 2008, embora tenha migrado para o I.Sat em duas etapas (primeiro dublado e logo depois em inglês legendado), para a TBS e, finalmente Warner Channel.
América Latina é a segunda região, logo após o Canadá na América do Norte, a receber um canal 24/7 do Adult Swim. Com a diferença de que o licenciamento dos direitos pelo sinal canadense do canal está sob o controle da empresa de mídia Corus Entertainment. No Brasil, seu lançamento ocorreu em 31 de outubro de 2023, substituindo o canal TruTV.

## História

### Origem
Mike Lazzo, o primeiro programador do Cartoon Network, foi o responsável pela concepção do Adult Swim. Adult Swim foi lançado como um bloco de programação do canal por assinatura infantil americano, Cartoon Network, em 2 de setembro de 2001, no horário das 23h. O lançamento desta marca almejava alcançar uma audiência adulta que acompanhava determinados programas do Cartoon Network durante os finais de noite e buscava exibir conteúdo direcionado para esta faixa etária. Devido ao sucesso e popularização das séries do Adult Swim ao longo do tempo nos Estados Unidos, o horário de exibição do bloco foi expandido diversas vezes e acabando por retirar assim continuadas horas de programação do Cartoon Network.
Williams Street, fundado em 1994 como Ghost Planet Industries por Mike Lazzo e também Keith Crofford e Andy Merrill, é atualmente o estúdio de produção responsável pela criação e desenvolvimento de muitas séries originais exibidas pelo Adult Swim.

### Bloco de programação

#### Cartoon Network (2005–2008)
No Brasil, o Adult Swim foi lançado oficialmente em 7 de outubro de 2005 e exibido nas noites de sexta, sábado e domingo no horário das 23h até 01h da manhã, sendo reprisado duas vezes na sequência, da 01h até 05h da manhã dentro do Cartoon Network. A programação do bloco consistia em séries animadas originais e sindicadas tais como: Aqua Teen: O Esquadrão Força Total, Bob e Margaret, Bro'Town, Filmes Caseiros, Frango Robô, Ga-Ra-Ku-Ta: Mr. Stain on Junk Alley, Harvey, o Advogado, Colégio Bromwell, Laboratório Submarino 2021, Lulas Caipiras, Mission Hill, O Rato Esponja, O Show do Brak, Os Chumbados, Os Irmãos Aventura, Os Oblongs, Os Universitários, Projeto Clonagem, Rick & Steve, Space Ghost de Costa a Costa, e Stroker & Hoop. Também foram incluídas animações curtas com personagens de quadrinhos criados por cartunistas brasileiros. Foram exibidos curtas animados dos personagens Aline de Adão Iturrusgarai, Geraldão de Glauco, Luke e Tantra de Angeli, Overman de Laerte e Pequeno Pônei de Caco Galhardo. Algumas vinhetas animadas haviam sido exibidas anteriormente pelo Cartoon Network em segmentos de trinta segundos chamados Cartum Netiuorque.
A estreia do bloco seguia a tendência de competição que exerciam outros canais com blocos de programação noturnos de formato similar como a Nick at Nite da Nickelodeon e Não Perturbe! da Fox. Ao programar animação orientada para adultos, o Adult Swim era semelhante ao extinto canal Locomotion, posteriormente convertido em Animax.
O canal exibia uma vinheta alertando sobre seu conteúdo no início da transmissão do bloco — todavia, foi obrigado pelo Ministério Público Federal a repetir o anúncio a cada 30 minutos. A então NET foi obrigada a apresentar o mesmo em seus guias. A decisão solucionou um litígio jurídico brasileiro na época, visto que acreditava-se que o Sistema de Classificação Indicativa Brasileiro não afetava a televisão por assinatura, com as programadoras dos canais por decidindo os horários para programas de temas fortes ou sensíveis de acordo com uma convenção de bom senso. O bloco se envolveu em uma polêmica que ganhou as páginas de jornal em 2008, quando o então deputado federal Celso Russomanno, então membro da Comissão de Defesa do Consumidor na Câmara dos Deputados do Brasil convocou representantes do Cartoon Network (logo, da Turner) para esclarecimentos, pois a veiculação do conteúdo em um canal infantil era, na visão de Russomanno, uma infração às leis de defesa do consumidor.
Em 7 de março de 2008, o Adult Swim foi retirado pelo Cartoon Network. Com o fim do bloco também desapareceram os comerciais que anunciavam as séries do Adult Swim durante o dia no canal.

#### I.Sat (2008–2010 e 2015–2020)
Com as críticas e controvérsias relacionadas com a exibição do conteúdo das séries do Adult Swim dentro do Cartoon Network, o bloco foi transferido para o I.Sat em 19 de novembro de 2007, embora no princípio a mudança houvesse ocorrido apenas no sinal sul do canal. No Brasil, o canal foi disponibilizado a partir de 2008. Inicialmente, o bloco foi exibido de segunda à quarta a partir das 22h e sábados e domingos a partir das 03h da madrugada.
Muitas das séries originais do Adult Swim exibidas no Cartoon Network foram transmitidas novamente pelo canal com o diferencial de que haviam também séries de anime transmitidas como na versão original americana do bloco. Os títulos das séries de anime exibidas pelo bloco no I.Sat foram Anjos Guerreiros, Efeito Cinderella, Gungrave, Os Cavaleiros do Zodíaco: A Saga do Santuário, Samurai Champloo e Trigun, além dos filmes de anime tais como Cowboy Bebop: The Movie, Memories e Metrópolis.
Em dezembro de 2010, foi anunciado a descontinuação da exibição do Adult Swim pelo I.Sat.
Em 3 de abril de 2015, Adult Swim retorna em uma segunda transmissão do bloco pelo I.Sat no horário das 03h da madrugada nas segundas e quintas e à 01h da madrugada nas sextas. Durante esta segunda exibição do bloco pelo canal foram lançadas novas temporadas das animações já transmitidas pelo Cartoon Network e novas séries recentes e populares do bloco de programação americano. Entretanto, devido às políticas de idioma dos conteúdos do canal desde 2012, Adult Swim foi emitido em inglês (seu idioma original) legendado ao português brasileiro, e não dublado como nas edições anteriores.
Adult Swim foi definitivamente retirado da programação do I.Sat em 16 de abril de 2020.

#### TBS (2014–2020)
Em 2 de novembro de 2014, Adult Swim foi lançado no canal TBS e inicialmente exibido todas as madrugadas a partir da meia-noite com reprise às 04h da madrugada. Nesta terceira versão do Adult Swim, foram exibidas as temporadas iniciais de Aqua Teen: O Esquadrão Força Total, Frango Robô, Laboratório Submarino 2021, O Show do Brak, Os Irmãos Aventura, Squidbillies, e Space Ghost de Costa a Costa.
Esta versão do bloco se destacou por exibir temporadas que nunca foram transmitidas pelo Cartoon Network (como a quarta temporada de Aqua Teen: O Esquadrão Força Total), além de estrear a série Tom Goes to the Mayor (Tom e o Prefeito), cuja dublagem nunca havia sido lançada até então devido a eliminação do bloco em 2008. Também foram estreadas novas séries com dublagem como Hot Streets e Mr. Pickles.
Em 1 de janeiro de 2020, Adult Swim foi retirado da programação do TBS, o que deixou o I.Sat como a única alternativa para assisti-lo, até sua descontinuação em abril do mesmo ano.

#### Warner Channel (2020–2021)
Em 23 de abril de 2020, Warner Channel anunciou que exibiria o Adult Swim a partir de 4 de maio, de segunda à quinta começando às 23h45 e sábados à meia-noite. O bloco iniciou a transmissão de Aqua Teen: O Esquadrão Força Total, Final Space, Frango Robô e Rick and Morty. Com o passar dos meses, novas séries animadas foram incorporadas como Mr. Pickles (estreada em junho) e Hot Streets (estreada em setembro), as quais estenderam a duração do bloco.
Entretanto, o bloco perdeu o horário de segunda à quinta e sábados em 14 de setembro de 2020, passando e exibir apenas às segundas a partir das 23h40.
Em dezembro de 2020, no painel da WarnerMedia na CCXP Worlds foi anunciado a estreia de duas séries originais do Adult Swim. As séries Primal de Genndy Tartakovsky e Lazor Wulf de Henry Bonsu. Primal foi lançado em 7 de dezembro de 2020 à meia-noite—embora já tivesse sido anunciado anteriormente pelo canal—enquanto que Lazor Wulf jamais chegou a ser exibido pela Warner Channel.
Em abril de 2021, Warner Channel anunciou a estreia de duas séries originais do Adult Swim, Metalocalypse e The Shivering Truth. Ambas as séries foram estreadas em 3 de maio à meia-noite, com legendas em português brasileiro.
Em junho de 2021, foram realizadas maratonas de Rick and Morty para promover a quinta temporada da série na HBO Max.
Em 6 de dezembro de 2021, Adult Swim foi retirado da programação da Warner Channel. As últimas séries a serem transmitidas no bloco foram Aqua Teen: O Esquadrão Força Total, Final Space, Frango Robô, Metalocalypse, Mr. Pickles, e The Shivering Truth.

### Max
Similar em sua versão original para os Estados Unidos, a Max, o serviço de streaming da Warner Bros. Discovery, também conta com o conteúdo original do Adult Swim. Em 24 de junho de 2021, HBO Max anunciou uma lista de alguns conteúdos originais do Adult Swim que estariam no lançamento da plataforma, entre as séries estavam: Aqua Teen: O Esquadrão Força Total, Frango Robô, Primal, Rick and Morty, Squidbillies, The Shivering Truth, e Your Pretty Face is Going to Hell. Adult Swim ganhou uma reformulada seção de suas produções dentro da HBO Max após o lançamento do canal linear. Com a conversão da HBO Max para Max em 27 de fevereiro de 2024, novas séries originais foram incorporadas pelo serviço de streaming e exibidas pelo Adult Swim.

### Canal de televisão
Em 22 de agosto de 2023, Warner Bros. Discovery Americas anunciou o futuro lançamento de um canal de televisão 24 horas por dia do Adult Swim na América Latina, que estaria programado para estrear em outubro de 2023. O comunicado informava que o canal contaria com o conteúdo original do Adult Swim, histórias animadas de heróis e vilões da DC Comics, o bloco de programação Toonami com animes populares, e conteúdo de notícias de jogos eletrônicos e cultura geek da Warner Play. O lançamento do canal fez parte de uma iniciativa de expansão global da marca Adult Swim para além dos Estados Unidos.
Em 3 de setembro de 2023, foi confirmado que a data de lançamento do canal seria em 31 de outubro de 2023, substituindo ao canal TruTV.
Em 28 de setembro de 2023, Warner Bros. Discovery for Brands Latin America através de seu perfil oficial na LinkedIn, deu a conhecer os primeiros conteúdos a compor a programação do canal. Os personagens de Dragon Ball Z, Harley Quinn, Rick and Morty e Smiling Friends apareciam na imagem de divulgação da chegada do Adult Swim na região. Também foram incluídas as estreias de Primal e Unicorn: Warriors Eternal. Posteriormente, foram anunciados Dragon Ball Z e Naruto como as primeiras séries de anime que fariam parte do canal, sendo que One Piece entraria futuramente na programação.
Em  14 de outubro de 2023, a Warner Bros. Discovery Americas, por meio de uma conferência de imprensa acrescentou outras séries e filmes animados que estariam presentes na programação do canal. Foram apresentadas as animações originais do Adult Swim como Aqua Teen Hunger Force, Robot Chicken, Royal Crackers, Tuca & Bertie e The Venture Bros.. Também foram acrescentadas as séries animadas da DC Comics tais como Teen Titans e Young Justice. Sendo anunciados, em conjunto, os filmes Batman: Gotham by Gaslight, Batman: The Long Halloween, Justice League: Doom, Superman: Man of Tomorrow e Wonder Woman: Bloodlines. Finalizando assim com outros animes como Dragon Ball Super e as temporadas subsequentes de FLCL.
Em 17 de outubro de 2023, foi divulgada a primeira grade de programação do canal com os programas já mencionados e outros inéditos sendo apresentados em seus respectivos horários de emissão. Sociedade da Virtude é a primeira animação adulta brasileira a ser transmitida pelo Adult Swim. A programação do canal adiciona séries animadas clássicas do Cartoon Network tais como Courage the Cowardly Dog, Cow and Chicken, Dexter's Laboratory, Ed, Edd n Eddy, The Grim Adventures of Billy and Mandy e Samurai Jack.
Adult Swim foi oficialmente lançado em 31 de outubro de 2023 substituindo ao canal TruTV, com a série animada da DC Comics, Batman: The Animated Series no horário das 06h da manhã. Entretanto, sua estreia foi adiantada em alguns provedores de televisão por assinatura, por onde a transição ocorreu durante o final da noite do dia 30 para a madrugada do dia 31 de outubro, enquanto no restante dos provedores a transição ocorresse de forma tardia e até mesmo inesperada. Anteriormente, houve um período de pré-estreia do canal entre 25 e 30 de outubro de 2023. A estreia do canal na região também foi notada pelo Adult Swim dos Estados Unidos através dos anúncios oficiais em suas redes sociais.
Desde o seu lançamento como um bloco de programação na América Latina a interação do canal com a audiência acontece através de vinhetas compostas por um plano de fundo escuro com letras brancas que comentam sobre assuntos diversos e apresentam os programas seguintes. Em seu início Adult Swim exibiu uma vinheta resumida de seu nascimento nos Estados Unidos e alguns dos acontecimentos mais relevantes de sua história. Nas vinhetas sobre aviso de conteúdo do canal aparecia no plano de fundo o panorama de uma cidade não especificada. O bloco Toonami, dedicado ao anime e animações de ação, originalmente transmitido pelo Cartoon Network até 2008 e que foi revivido pelo Adult Swim dos Estados Unidos em 2012, não estava incluído no relançamento da marca Adult Swim na América Latina, com o canal pedindo mais tempo para trazer uma experiência completa do bloco para a região.
Durante a CCXP 2023, Adult Swim teve o seu primeiro painel na convenção com Spencer Grammer, a atriz americana que fornece a voz original da personagem Summer Smith da série animada, Rick and Morty. Além disso, Adult Swim teve outro painel com os criadores da websérie animada brasileira Sociedade da Virtude, Ian SBF e Thobias Daneluz juntos com o dublador da personagem Pantera Ruiva, Guilherme Briggs. Ambos os painéis foram mediados pelo criador de conteúdo Lucas "Inutilismo" Vinícius e contou com as presenças de Alexandre Ottoni e Deive Pazos do blog Jovem Nerd. Foi exibida uma prévia do oitavo episódio da sétima temporada de Rick and Morty e anunciada uma nova temporada de Sociedade da Virtude. Entre os eventos do painel houve o anúncio por parte de Genndy Tartakovsky, o criador de Primal, sobre a chegada da segunda temporada da série de animação.
O canal realizou uma exibição simultânea com o bloco Adult Swim dos Estados Unidos da série de anime original do Toonami, Ninja Kamui, estabelecendo a primeira vez em que as duas versões da marca atuam em uma exibição conjunta de conteúdo. Ninja Kamui estreou nos Estados Unidos em sua versão dublada em inglês em 11 de fevereiro enquanto no canal do Adult Swim na América Latina sua estreia ocorreu no idioma japonês com legendas em português brasileiro e espanhol uma semana depois em 18 de fevereiro de 2024 com a exibição de dois episódios seguidos. Em 6 de abril de 2024, o canal realizou um lançamento conjunto do filme Metalocalypse: Army of the Doomstar com o serviço de streaming Max enquanto que no bloco de programação do Adult Swim nos Estados Unidos o lançamento ocorreu na meia-noite de 7 de abril.
No início de março de 2024, páginas oficiais do canal no Facebook e YouTube foram estabelecidas nos idiomas espanhol e português brasileiro. Posteriormente, em 2 de dezembro de 2024, foram lançados os perfis oficiais do canal no X e também no Instagram. Em 13 de setembro de 2024, foi anunciado a estreia do anime Uzumaki, uma produção original da Williams Street em conjunto com o estúdio de animação Drive e baseado no mangá de mesmo nome, que irá ser lançado no canal Adult Swim simultâneamente com o serviço de streaming Max em 29 de setembro de 2024.
Em 8 de dezembro de 2024, durante um painel na CCXP 2024, o Adult Swim confirmou o lançamento da segunda temporada de Sociedade da Virtude produzida pelo canal. Também foi anunciado a estreia em 13 de dezembro do especial de fim de ano da série animada intitulado A Sociedade da Virtude Salva o Natal!.

## Programação
A programação original e ainda em produção que podem ser vistas no canal incluem Primal, Rick and Morty, e Smiling Friends. Adult Swim é mais conhecido por sua programação clássica, na qual estava composta principalmente por paródias e remakes baseados em animações da Hanna-Barbera (incluindo Space Ghost Coast to Coast, Harvey Birdman, Attorney at Law, e Sealab 2021).
Da mesma forma, Adult Swim é um dos poucos canais em exibir anime, e o único canal que transmite tal programação destinada para jovens adultos e adolescentes do que para crianças.
Atualmente, a maioria da programação de anime e de gênero de ação vai ao ar continuadamente todos os dias como parte do Toonami, um antigo bloco de programação do Cartoon Network que foi relançado pelo Adult Swim nos Estados Unidos em 26 de maio de 2012, como um "bloco dentro do bloco". Programas do Cartoon Network que tiveram a formação de um seguimento entre os telespectadores mais velhos também são exibidos pelo Adult Swim.
O canal exibia um bloco de nostalgia em sua grade, Checkered Past, que foi lançado com o canal e descontinuado em agosto de 2025. Emitia programas clássicos do Cartoon Network incluindo Courage the Cowardly Dog, Cow and Chicken, Dexter's Laboratory, The Grim Adventures of Billy and Mandy, e Ed, Edd n Eddy semanalmente durante o dia.